# Phare de Punta La Entallada
Le phare de Punta La Entallada (aussi connu sous le nom de phare de La Entallada) est un phare situé près du village de Las Playitas à Tuineje, sur l'île de Fuerteventura, dans les îles Canaries (Espagne). Il est placé au plus proche du cap Juby en pour marquer le grand trafic maritime dans le canal entre les deux côtes. Depuis 2001, il possède un Global Positioning System (GPS) de géolocalisation au niveau international.
Il est géré par l'autorité portuaire de Las Palmas de Gran Canaria (Autoridad Portuaria de Las Palmas).

## Histoire
Terminé en 1955, ce phare moderne a été construit par l'architecte Carlos Alcon qui a incorporé des éléments de l'architecture mauresque dans un design unique. La maçonnerie contrastée et le mortier blanc ont été utilisés pour produire une façade extérieure distinctive. La pierre colorée provient du village de Tetir, au centre de l'île.
Sur le front de mer, le phare possède trois tours carrées, dont la plus haute tour centrale soutient la lanterne à dôme, qui est entièrement en verre. Du côté de la terre, le bâtiment s'étend en deux bras, avec une cour centrale fermée sur trois côtés par une passerelle en arc.
Situé sur les hautes falaises, le phare offre une hauteur focale de 196 m au-dessus de la mer. Il est le troisième plus haut phare des îles Canaries. Sa lumière peut être vue jusqu'à 21 milles marins (34 km), et se compose de trois éclairs de lumière blanche toutes les dix-huit secondes.
Son emplacement stratégique signifie qu'il est maintenant promu comme un point d'intérêt touristique, avec un point de vue et un parking. Le phare est considéré comme le point le plus proche des Canaries avec l'Afrique, à 100 km à l'est.
En plus d'agir comme une lumière maritime, il a également été utilisé historiquement comme balise aérienne. Les avions de l'aéroport de Gran Canaria étaient dirigés vers le Sahara espagnol par le phare, y compris ceux utilisés durant la guerre d'Ifni.
En 2011,le phare en collaboration avec cinq autres a été représentée dans un ensemble de six timbres commémoratifs par Correos, le service postal espagnol.
Identifiant : ARLHS : CAI-041 ; ES-12190 - Amirauté : D2795 - NGA : 24032 .
|                         |
| Le phare sur la falaise |

|          |
| Le phare |

### Lien connexe
- Liste des phares des îles Canaries